# 佐藤颯人
佐藤 颯人（さとう はやと、1999年1月3日 - ）は、神奈川県大和市出身の元サッカー選手。ポジションは、ディフェンダー(DF)。

## 来歴
東海大学4年の時、新型コロナウィルスの影響で総理大臣杯全日本大学サッカートーナメントと全日本大学サッカー選手権大会（インカレ）が中止となり、2020年度に特例で開催となった＃atarimaeni CUP サッカーができる当たり前に、ありがとう!で東海大学が優勝した時のメンバーだった。この時点で大学卒業後の進路は決まっていなかったが、2021年2月21日に当時JFLだったF.C.大阪（2022年にFC大阪に改名）への加入が決まった。
2021年は8試合出場したものの、2022年は3月に右足を骨折し、手術した影響があり、リーグ戦出場はなかった。
そして2023年2月に再び負傷し、左膝外側半月板損傷で全治7ヶ月のを負った。12月1日に契約満了が発表された。
2024年1月21日、現役引退を発表。

## 所属クラブ
ユース経歴
- 福田FC[2]
- FCパルピターレ[2]
- 東海大学付属相模高校
- 東海大学

アマ・プロ経歴
- 2021年 - 2023年  F.C.大阪/FC大阪

## 個人成績
| 国内大会個人成績 | 国内大会個人成績 | 国内大会個人成績 | 国内大会個人成績 | 国内大会個人成績 | 国内大会個人成績 | 国内大会個人成績 | 国内大会個人成績 | 国内大会個人成績 | 国内大会個人成績 | 国内大会個人成績 | 国内大会個人成績 |
| 年度             | クラブ           | 背番号           | リーグ           | リーグ戦         | リーグ戦         | リーグ杯         | リーグ杯         | オープン杯       | オープン杯       | 期間通算         | 期間通算         |
| 年度             | クラブ           | 背番号           | リーグ           | 出場             | 得点             | 出場             | 得点             | 出場             | 得点             | 出場             | 得点             |
| 日本             | 日本             | 日本             | 日本             | リーグ戦         | リーグ戦         | リーグ杯         | リーグ杯         | 天皇杯           | 天皇杯           | 期間通算         | 期間通算         |
| ---------------- | ---------------- | ---------------- | ---------------- | ---------------- | ---------------- | ---------------- | ---------------- | ---------------- | ---------------- | ---------------- | ---------------- |
| 2021             | FC大阪           | 37               | JFL              | 8                | 1                | -                | -                | 0                | 0                | 8                | 1                |
| 2022             | FC大阪           | 21               | JFL              | 0                | 0                | -                | -                | -                | -                | 0                | 0                |
| 2023             | FC大阪           | 21               | J3               | 0                | 0                | -                | -                | -                | -                | 0                | 0                |
| 通算             | 日本             | 日本             | J3               | 0                | 0                | -                | -                | -                | -                | 0                | 0                |
| 通算             | 日本             | 日本             | JFL              | 8                | 1                | -                | -                | 0                | 0                | 8                | 1                |
| 総通算           | 総通算           | 総通算           | 総通算           | 8                | 1                | -                | -                | 0                | 0                | 8                | 1                |

## タイトル

### クラブ
東海大学
- ＃atarimaeni CUP サッカーができる当たり前に、ありがとう!：1回（2021年）

FC大阪
- 大阪サッカー選手権大会：1回（2021年）